# Seznam malgaških pesnikov
Seznam malgaških pesnikov.

## R
- Jean-Joseph Rabearivelo
- Jacques Rabemananjara
- Flavien Ranaivo